# Craterites
Craterites es un género de foraminífero bentónico de la subfamilia Crateritinae, de la familia Rhapydioninidae, de la superfamilia Alveolinoidea, del suborden Miliolina y del orden Miliolida. Su especie tipo es Craterites rectus. Su rango cronoestratigráfico abarca el Holoceno.

## Clasificación
Craterites incluye a la siguiente especie:
- Craterites rectus †